# Cosmetidae
Los cosmétidos (Cosmetidae) son una  familia de Opiliones Laniatores. El nombre de esta familia proviene del griego kosmetós, que significa ornamentado. Engloba a unas 450 especies que viven en el Nuevo Mundo. Pudiendo encontrarse desde Argentina hasta el Sur de Estados Unidos. Su mayor diversidad se encuentra en el norte de Suramérica, México y América Central. Se caracterizan por poseer elaborados diseños con vivos colores,  blanco, amarillo, verde, naranja y rojo, en su dorso, y sus comprimidos pedipalpos, aplicados en los quelíceros. 

## Morfología
Tienen los ojos muy juntos sobre una protuberancia llamado oculario; este es muy bajo y con forma de silla de montar, ubicado en el centro del prosoma. Cada globo ocular lleva una cresta con pequeños tubérculos puntiagudos o lisa. Los ozoporos se encuentran parcialmente cubiertos en la coxa II. Las hembras utilizan su ovipositor para poner huevos en grietas y hendeduras del suelo. Los machos suelen ser más pequeños que las hembras, pero sus apéndices son más largos y sus quelíceros más grandes. El pene es igual que el de su familia hermana, con una placa ventral rectangular y bien desarrolladas las zonas dorsales.

## Taxonomía
Se encuentra muy relacionada con Stygnidae y Cranaidae (Kury, 1992), al igual que su familia hermana Gonyleptidae. Al 2006 se habían descrito 125 géneros y 712 especies. Perteneciendo la mayoría de ellas a Cynorta (153 especies), Paecilaema (102 especies), Flirtea (30 especies) y Erginulus (30 especies). Sin embargo, no existe ninguna razón para creer que los géneros son grupos naturales, excepto por algunos como Metavononoides , Cosmetus (Kury, 2003) y Roquettea (Ferreira & Kury 2010). Intentos de lograr una correcta taxonomía se han visto frustrados por la poca información básica conocida.